# حشره‌خوار فیلچه‌ای حنایی
حشره‌خوار فیلچه‌ای حنایی (نام علمی: Elephantulus rufescens) نام یک گونه از سرده حشره‌خوارهای فیلچه‌ای است. پراکندگی این‌گونه در اتیوپی، کنیا، سومالی، سودان جنپبی، تانزانیا و اوگاندا است. زیستگاهش گرم‌دشت می‌باشد.